# Stanowo (Mazovie)
Pour les articles homonymes, voir Stanowo.
Stanowo (prononciation : [staˈnɔvɔ]) est un village polonais de la gmina de Bodzanów dans le powiat de Płock de la voïvodie de Mazovie dans le centre-est de la Pologne.

## Histoire
De 1975 à 1998, le village appartenait administrativement à la voïvodie de Płock.